# سیخچه‌پشت
سیخچه‌پشت (نام علمی: Stichaeidae) نام یک تیره از راسته سوف‌ماهی‌سانان است.